# Электрозащитное средство
Электрозащитное средство — средство защиты от поражения электрическим током, предназначенное для обеспечения электробезопасности.
К электрозащитным средствам относятся:
- изолирующие штанги всех видов;
- изолирующие клещи;
- указатели напряжения;
- сигнализаторы наличия напряжения индивидуальные и стационарные;
- устройства и приспособления для обеспечения безопасности работ при измерениях и испытаниях в электроустановках (указатели напряжения для проверки совпадения фаз, клещи электроизмерительные, устройства для прокола кабеля);
- диэлектрические перчатки, галоши, боты;
- диэлектрические ковры и изолирующие подставки;
- защитные ограждения (щиты и ширмы);
- изолирующие накладки и колпаки;
- ручной изолирующий инструмент;
- переносные заземления;
- плакаты и знаки безопасности;
- специальные средства защиты, устройства и приспособления изолирующие для работ под напряжением в электроустановках напряжением 110 кВ и выше;
- гибкие изолирующие покрытия и накладки для работ под напряжением в электроустановках напряжением до 1000 В;
- лестницы приставные и стремянки изолирующие стеклопластиковые.
Изолирующие электрозащитные средства делятся на основные и дополнительные:
Основное изолирующее электрозащитное средство — имеет изоляцию, которая может долгое время выдерживать рабочее напряжение электроустановки и которое позволяет работать на токоведущих частях, находящихся под напряжением. К ним относятся:
выше 1000 В
- изолирующие штанги всех видов;
- изолирующие клещи;
- указатели напряжения;
- устройства и приспособления для обеспечения безопасности работ при измерениях и испытаниях в электроустановках (указатели напряжения для проверки совпадения фаз, клещи электроизмерительные, устройства для прокола кабеля и т. п.);
- специальные средства защиты, устройства и приспособления изолирующие для работ под напряжением в электроустановках напряжением 110 кВ и выше (кроме штанг для переноса и выравнивания потенциала),

до 1000 В
- изолирующие штанги всех видов;
- изолирующие клещи;
- указатели напряжения;
- электроизмерительные клещи;
- диэлектрические перчатки;
- ручной изолирующий инструмент.

Дополнительные изолирующее электрозащитные средства — изолирующие средства, которые сами по себе не могут выдержать рабочего напряжения электроустановки, но дополняют основное средство защиты, а также служит для защиты от напряжения прикосновения и напряжения шага. К ним относятся:
 выше 1000 В
- диэлектрические перчатки и боты;
- диэлектрические ковры и изолирующие подставки;
- изолирующие колпаки и накладки;
- штанги для переноса и выравнивания потенциала;
- лестницы приставные, стремянки изолирующие стеклопластиковые.

до 1000 В
- диэлектрические галоши;
- диэлектрические ковры и изолирующие подставки;
- изолирующие колпаки, покрытия и накладки;
- лестницы приставные, стремянки изолирующие стеклопластиковые;